# Диптих Мартина ван Ньювенхове
Диптих Мартина ван Ньювенхове — произведение нидерландского живописца Ханса Мемлинга, хранящееся в так называемом «Музее Мемлинга», расположенном в бывшем госпитале Святого Иоанна в бельгийском Брюгге. Это одна из лучших работ художника и один из наиболее значительных благочестивых диптихов XV века.

## История создания
Диптих был создан по заказу Мартина ван Ньювенхове в в 1487 году, когда ему было 23 года. Об этом свидетельствует надпись в нижней части рамы. Заказчик был представителем знатной семьи из Брюгге и впоследствии занимал важные посты в городском совете, был капитаном городского ополчения и бургомистром.
До начала XIX века диптих находился в госпитале Святого Юлиана, а в 1815 году был перенесён в госпиталь Святого Иоанна, который в 1839 году был преобразован в музей.

## Описание
Произведение представляет собой редкий пример диптиха, который на протяжении своей пятисотлетней истории сохранил не только свою целостность, но и оригинальные рамы с петлями. Размер каждой створки, включая раму: 52,5 × 41,5 см, без рамы: 44,7 × 33,5 см.

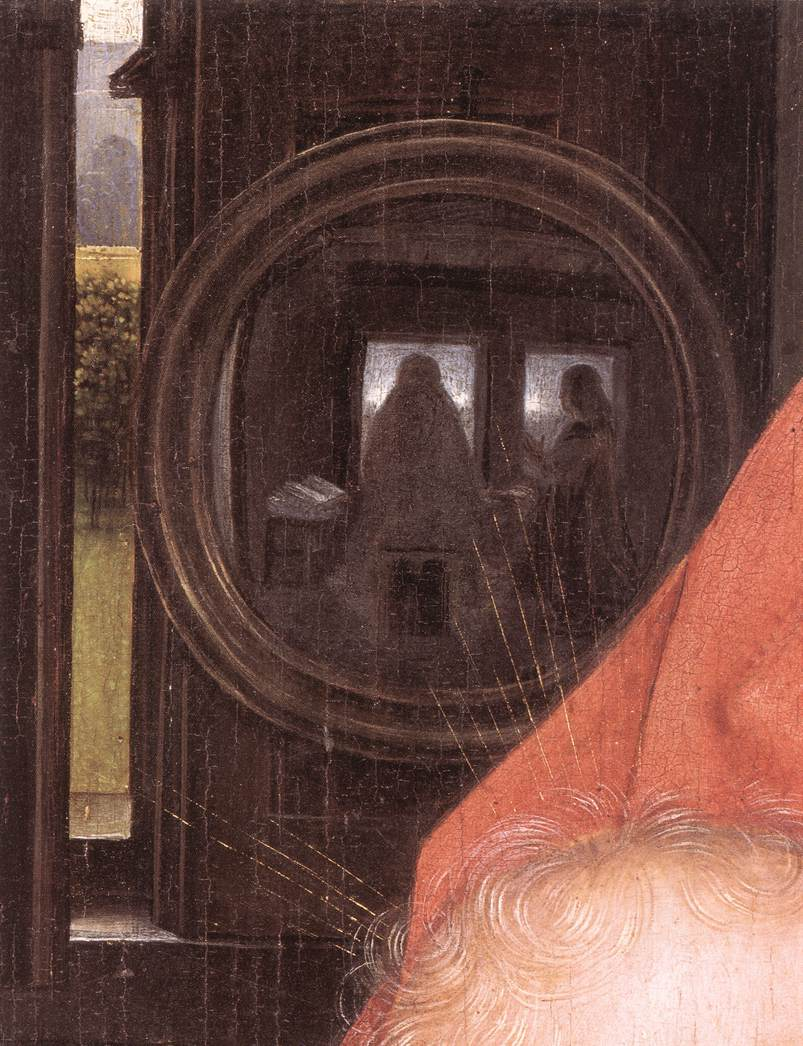
Фрагмент: зеркало за спиной Марии

Донатор изображён на правой створке с молитвенником, одетый в роскошные одежды, подчёркивающие его высокий социальный статус. Его взгляд обращён к левой створке, где он видит Деву Марию с младенцем. За его спиной на окне — витраж, на котором его святой покровитель — Мартин Турский — делится плащом с нищим. На левой створке Мария протягивает яблоко младенцу. В левом верхнем углу за её спиной — герб Ньювенхове, а на ставне окна — маленькое сферическое зеркало. Хотя, как правило, Мемлинг не писал нимбы, здесь он показывает их в виде лёгких лучей, исходящих от Марии и Христа.

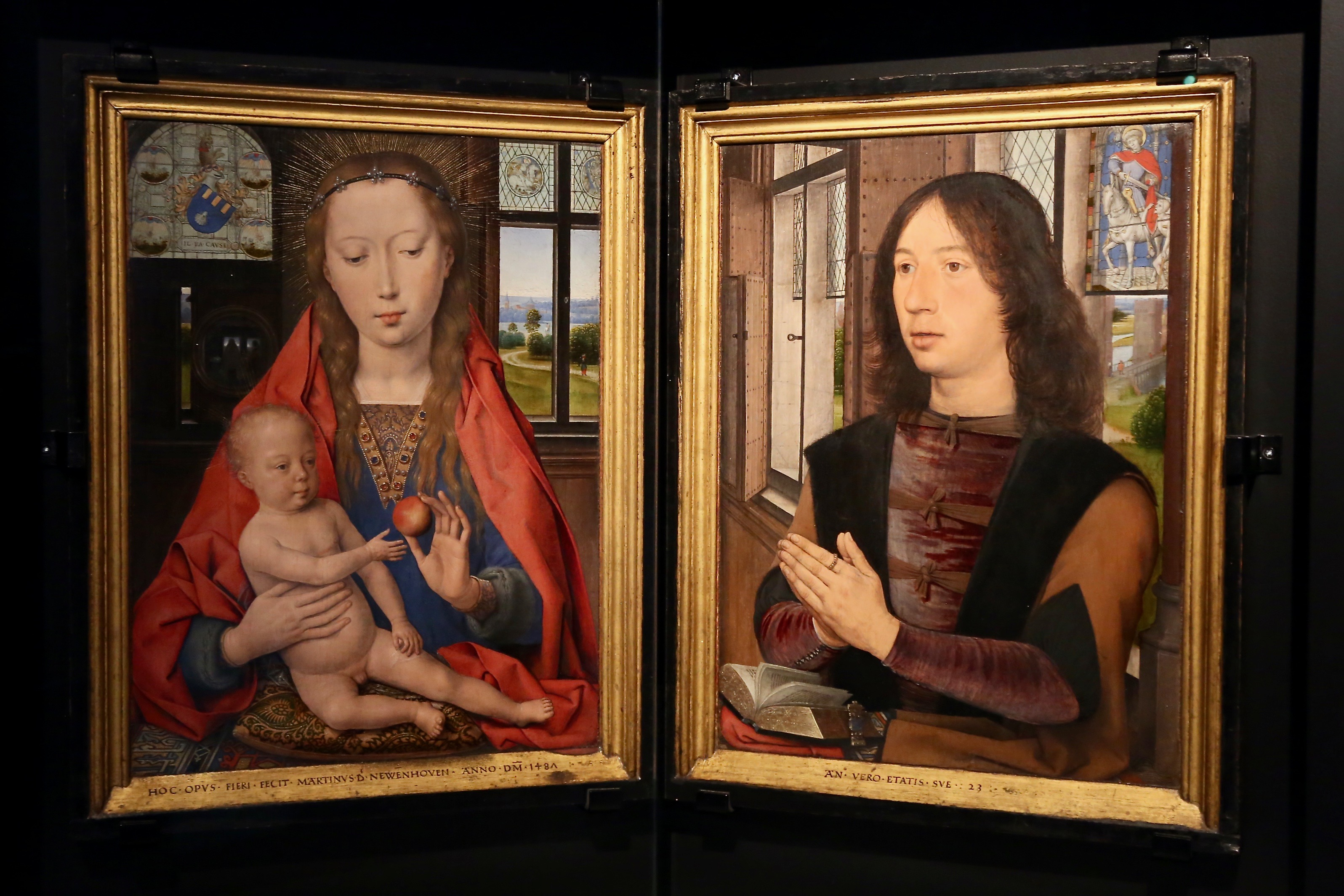
Диптих с частично сложенными створками

Хотя подобные диптихи, изображающие поясные фигуры святого и донатора, были характерны для нидерландской традиции, Мемлинг обогащает её собственными изобретениями. Обе части изображены в едином пространстве, в одном интерьере, разделённом лишь рамой, так что даже край красного плаща Марии лежит под раскрытым молитвенником донатора. Зеркало за спиной Марии отражает всю комнату, в нём можно увидеть силуэты обоих персонажей. Здесь Мемлинг использовал находку Яна ван Эйка, изобразившего похожее круглое зеркало позади четы Арнольфини. Поскольку силуэт донатора отражён в зеркале в профиль, вероятно, предполагалось, что створки должны быть сложены под некоторым углом. Об этом же говорит анализ распределения света, падающего из нескольких источников. Таким образом, художник объединяет в целостной среде две сущности: земную и божественную.

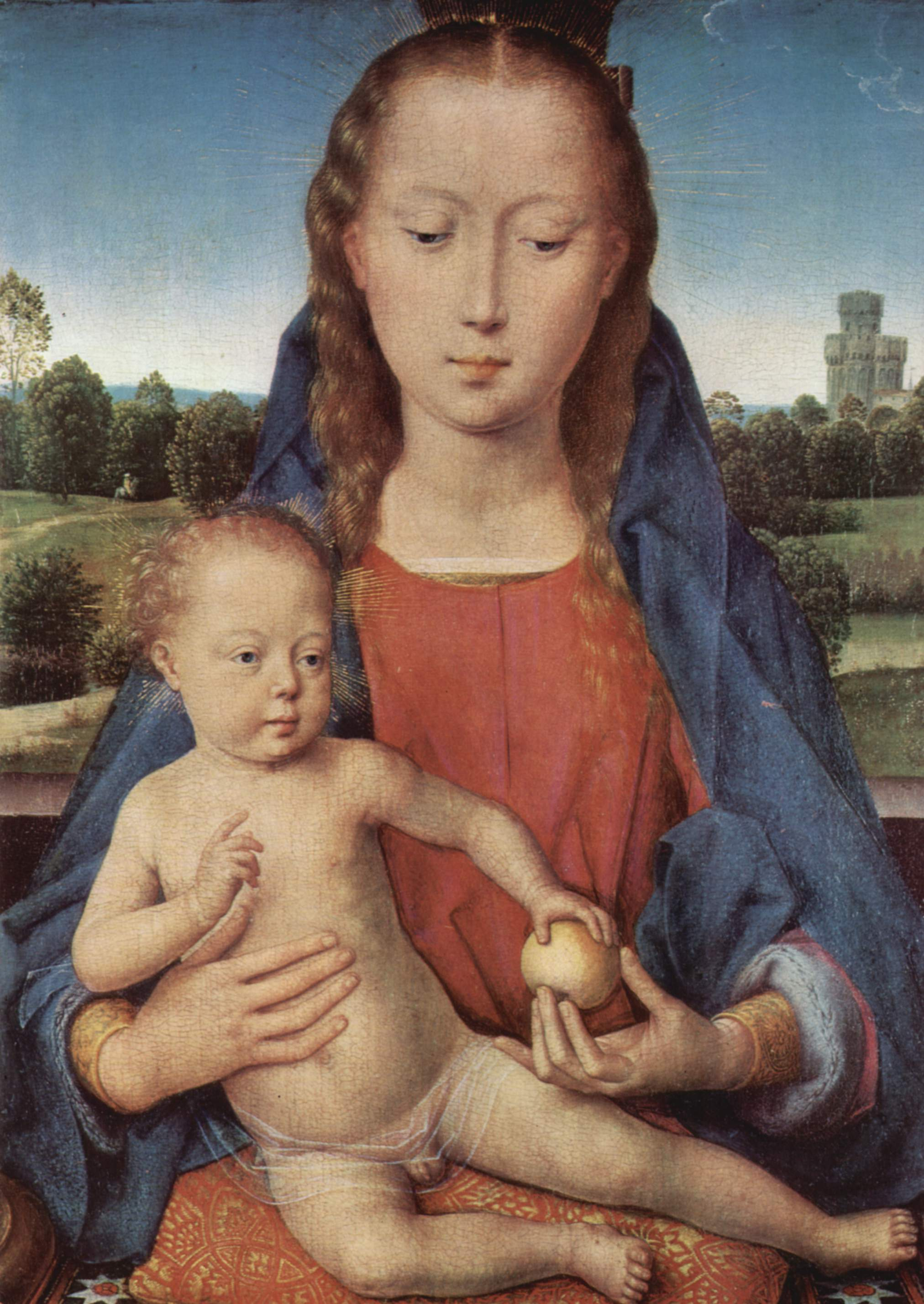
Триптих Бенедетто Портинари. Центральная часть. 1487 г. Берлинская картинная галерея

Касаясь стилистических особенностей произведения, М. Ю. Герман обратил внимание на намеренную «стилизацию», к которой прибегает художник, демонстрируя приверженность старой нидерландской традиции. Мемлинг изображает младенца в умышленно архаичной манере, не соблюдая пропорции детского тела. В том же 1487 году он создал другое произведение — «Триптих Бенедетто Портинари». В центральной части этого триптиха, выполненного для итальянского заказчика, Мемлинг написал Мадонну во многом сходную с её образом в «Диптихе Ньювенхове». Здесь художник показал своё знакомство с манерой и находками итальянцев: младенец написан более свободно, в более естественной позе, одежда Богоматери лишена готической нарядности, фоном для фигур служит открытый пейзаж. Мемлингу удалось выполнить «стилизацию» с большим вкусом, что придало диптиху особое очарование.